# Hutsonville
Hutsonville is een plaats (village) in de Amerikaanse staat Illinois, en valt bestuurlijk gezien onder Crawford County.

## Demografie
Bij de volkstelling in 2000 werd het aantal inwoners vastgesteld op 568. In 2006 is het aantal inwoners door het United States Census Bureau geschat op 606, een stijging van 38 (6,7%).

## Geografie
Volgens het United States Census Bureau beslaat de plaats een oppervlakte van 1,8 km², geheel bestaande uit land. Hutsonville ligt op ongeveer 148 m boven zeeniveau.

## Plaatsen in de nabije omgeving
De onderstaande figuur toont nabijgelegen plaatsen in een straal van 24 km rond Hutsonville.